# Jewa Gieworgian
Jewa Babkienowna Gieworgian (ros. Ева Бабкеновна Геворгян; ur. 15 kwietnia 2004 w Moskwie) – rosyjsko-armeńska pianistka.

## Życiorys
Studentka fortepianu Moskiewskiego Konserwatorium Państwowego im. Piotra Iljicza Czajkowskiego w klasie Natalii Trull. Stypendystka Międzynarodowej Akademii Muzycznej w Liechtensteinie. Umiejętności doskonaliła w ramach Międzynarodowej Akademii Pianistycznej „Lago di Como” we Włoszech pod okiem Stanislava Ioudenitcha, Williama Granta Naboré i Dmitrija Baszkirowa. Brała udział w kursach mistrzowskich prowadzonych przez m.in. Paula Badurę-Skodę, Pawła Giliłowa, Grigorija Gruzmana, Piotra Palecznego, Borisa Petrushanskyʼego.
Ma na koncie występy na licznych festiwalach, m.in. Verbier Festival, Międzynarodowym Festiwalu Chopinowskim w Dusznikach-Zdroju czy Music Fest Perugia. Współpracowała z wieloma zespołami, takimi jak Orkiestra Teatru Maryjskiego, Dallas Symphony Orchestra, Rosyjska Orkiestra Narodowa (RNO), oraz dyrygentami, wśród których można wymienić Walerija Giergijewa, Wasilija Pietrienkę czy Lawrence’a Fostera.

## Wybrane nagrody i osiągnięcia
- Międzynarodowy Konkurs Pianistyczny im. Giuliano Pecary w Gorizii (2016) – Grand Prix
- Międzynarodowy Konkurs Pianistyczny im. Roberta Schumanna w Düsseldorfie (2017) – I nagroda
- Międzynarodowy Konkurs Grand Piano w Moskwie (2018) – pięć nagród specjalnych
- Międzynarodowy Konkurs Pianistyczny dla Młodych Artystów w Cleveland (2018) – I nagroda i nagroda specjalna za najlepsze wykonanie utworu Bacha
- Międzynarodowy Konkurs Pianistyczny im. Van Cliburna w Dallas (edycja dla juniorów, 2019) – II nagroda i nagroda prasowa[4]
- Międzynarodowy Konkurs Muzyczny w Chicago (2020) – Grand Prix oraz nagroda specjalna za najlepsze wykonanie utworu Chopina
- nagroda w kategorii „Odkrycie Roku”, w ramach programu International Classical Music Award (2019)
- stypendystka Festiwalu Fortepianowego Zagłębia Ruhry (Klavier-Festival Ruhr), wybrana przez Evgeny Kissina (2020)[5]
- tytuł „Młodego Artysty Yamahy” (2021)[6]
- wyróżnienie na XVIII Międzynarodowym Konkursie Pianistycznym im. Fryderyka Chopina w Warszawie (2021)